# 杜舍蒂

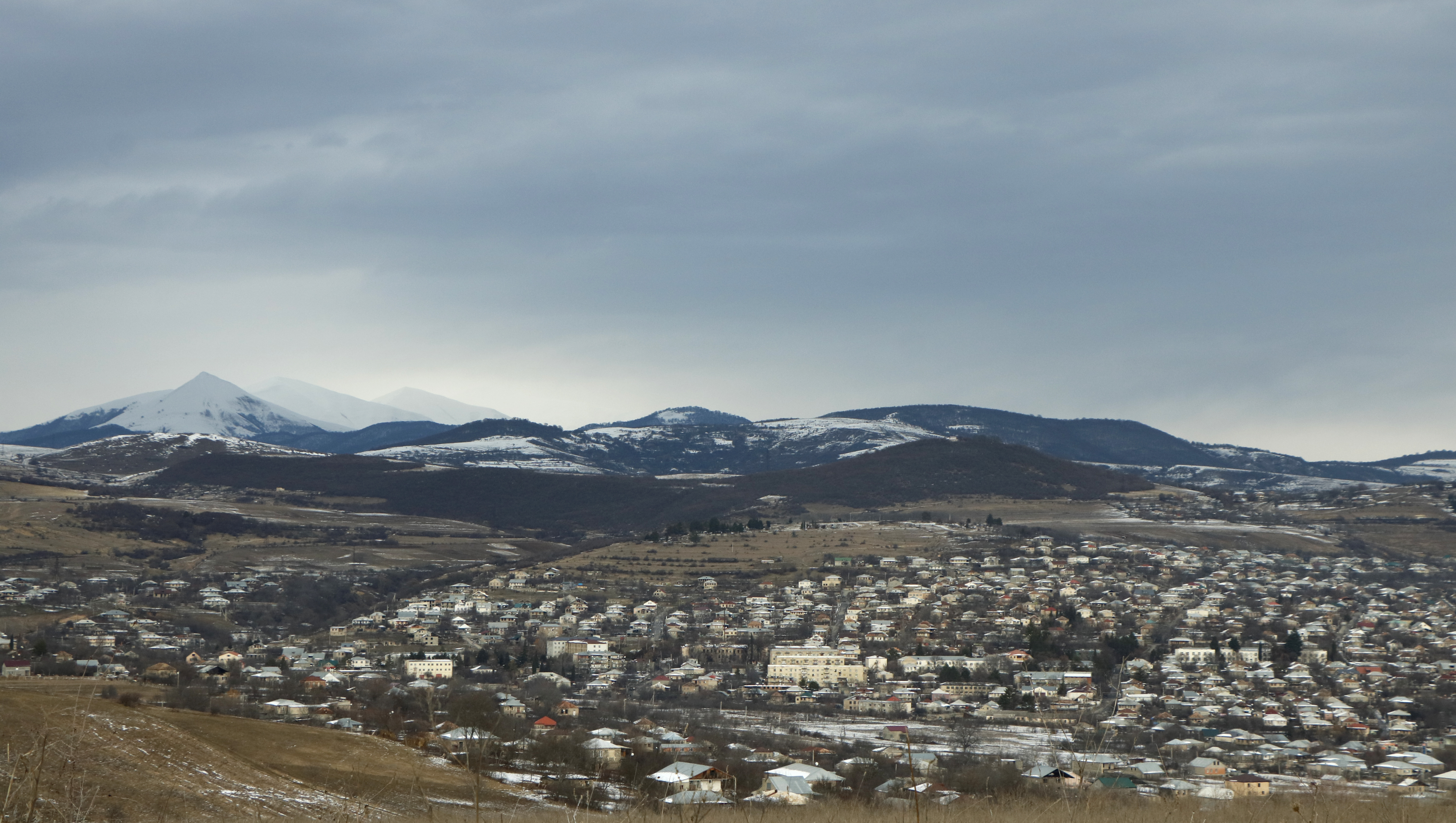
杜舍蒂

杜舍蒂是格魯吉亞東部姆茨赫塔-姆蒂亚内蒂大区杜舍蒂市鎮内的城鎮及其行政中心。距離首都第比利斯54公里，海拔高度870米，2009年人口7,100。